# Sycamore (South Carolina)
Sycamore is een plaats (town) in de Amerikaanse staat South Carolina, en valt bestuurlijk gezien onder Allendale County.

## Demografie
Bij de volkstelling in 2000 werd het aantal inwoners vastgesteld op 185.
In 2006 is het aantal inwoners door het United States Census Bureau geschat op 177, een daling van 8 (-4,3%).

## Geografie
Volgens het United States Census Bureau beslaat de plaats een oppervlakte van
8,2 km², geheel bestaande uit land. Sycamore ligt op ongeveer 45 m boven zeeniveau.

## Plaatsen in de nabije omgeving
De onderstaande figuur toont nabijgelegen plaatsen in een straal van 16 km rond Sycamore.